# Experimenter
Pour plus de détails, voir Fiche technique et Distribution.
Experimenter est un film biographique américain écrit et réalisé par Michael Almereyda, sorti en 2015.

## Synopsis
À New York, dans les années 1960-1970, les expériences d'obéissance à l'autorité du psychologue Stanley Milgram. 

## Fiche technique
- Titre original : Experimenter
- Réalisation : Michael Almereyda
- Scénario : Michael Almereyda
- Direction artistique :
- Décors :
- Costumes : Kama K. Royz
- Montage :
- Musique :
- Photographie :
- Son :
- Production : Danny A. Abeckaser, Fabio Golombek, Per Melita, Isen Robbins, Aimee Schoof et Uri Singer
- Sociétés de production :
- Sociétés de distribution :
- Pays d'origine :  États-Unis
- Langue originale : Anglais
- Format : couleur - 2,35:1 - son Dolby numérique
- Genre : Film biographique
- Durée : 98 minutes
- Dates de sortie :
- États-Unis : 25 janvier 2015 (Festival du film de Sundance)

## Distribution
- Taryn Manning : Mme Lowe
- Winona Ryder : Sasha Menkin Milgram
- Kellan Lutz : William Shatner
- Peter Sarsgaard : Stanley Milgram
- Anton Yelchin : Rensaleer
- John Leguizamo : Taylor
- Frank Harts (en) : Washington
- Dennis Haysbert : Ossie Davis
- Lori Singer : Florence
- Anthony Edwards : Miller
- Josh Hamilton : Tom Shannon
- Jim Gaffigan : James McDonough
- Edoardo Ballerini (en) : Paul Hollander

## Production
Le script (initialement appelé The Stanley Milgram Project) a été récompensé et reçut une aide financière en 2008 du festival du film de Sundance et en 2009 de l'Alfred P. Sloan Foundation au Tribeca Film Institute.

## Distinctions

### Nominations et sélections
- Festival du film de Sundance 2015 : sélection Premieres
- Gotham Awards 2015 : meilleur acteur pour Peter Sarsgaard

## Autour du film
Il s'agit de la 3e adaptation à l'écran des travaux de Stanley Milgram après The Tenth Level (en) en 1976 avec William Shatner et I… comme Icare de Henri Verneuil en 1979.